# Roberto Merhi
Roberto Merhi Muntan (Castellón, Španjolska, 22. ožujka 1991.) je španjolski vozač automobilističkih utrka. Godine 2011. osvojio je naslov i Euro Formula 3 prvenstvu.

## Naslovi
Karting
- South Garda Winter Cup ICA Junior 2005.
- 35° Torneo Industrie - 100 Junior 2005.

- Formula 3 Euro Series 2011.
- FIA Formula 3 International 2011.

## Vanjske poveznice
- Roberto Merhi - službena stranica
- Roberto Merhi - Driver Database